# Ratolí marsupial de cap gris
El ratolí marsupial de cap gris (Antechinus argentus) és una espècie de petit marsupial carnívor del gènere Antechinus. Fou descrit per primera vegada l'octubre del 2013 i només és conegut a l'est del Parc Nacional de Kroombit-Tops, a l'estat australià de Queensland.
Té la pell de color gris argentat, la part inferior de color gris oliva fosc i les potes de color plata blanc.